# Polianka
Polianka este o comună slovacă, aflată în districtul Myjava din regiunea Trenčín. Localitatea se află la altitudinea de 416 m deasupra n.m., se întinde pe o suprafață de 9,42 km2 și în 2017 număra 398 de locuitori.

## Demografie
| An:                | 1994 | 2004    | 2014   | 2024   |
| ------------------ | ---- | ------- | ------ | ------ |
| Număr de persoane: | 401  | 356     | 384    | 396    |
| Diferență:         |      | −11,22% | +7,86% | +3,12% |

| An:                | 2023 | 2024   |
| ------------------ | ---- | ------ |
| Număr de persoane: | 404  | 396    |
| Diferență:         |      | −1,98% |